# Dom duchów
Dom duchów – pierwsza powieść chilijskiej pisarki Isabel Allende, wydana w Buenos Aires w 1982. Dom duchów stanowi część sagi wraz z kolejnymi powieściami: Córką fortuny (1999) i Portretem w sepii (2000). Powieść natychmiast odniosła międzynarodowy sukces, została przetłumaczona na kilkadziesiąt języków i stała się jednym z największych bestsellerów literatury iberoamerykańskiej. Książka doczekała się również ekranizacji (Dom dusz 1993), a osobą odpowiedzialną za reżyserię jest Bille August. W role głównych bohaterów wcielili się znakomici aktorzy światowego kina: Jeremy Irons, Meryl Streep, Glenn Close, Winona Ryder i Antonio Banderas.
Powieść kwalifikowana jest do tendencji estetycznej zwanej realizmem magicznym (hiszp. realismo mágico), który łączy zdarzenia nieprawdopodobne, zaskakujące, dziwne i niezwykłe z tym, co przyziemne i realistyczne. Historia opowiada o dziejach rodziny Truebów na przestrzeni czterech pokoleń i przeplata się z wydarzeniami społecznymi i politycznymi w postkolonialnym Chile. Dwóch narratorów, dwie różne perspektywy i wydarzenia, które opowiadają o miłości, rodzinie, śmierci, zjawach, przemocy, które przedstawiają różne klasy społeczne, rewolucję, politykę i to co niezwykłe.

## Fabuła[3][4]
Dzieje rodu Truebów pokazane są w ciągu kilkudziesięciu lat, a bohaterowie wrzuceni do wielkiego worka historii żyją w nieustannie zmieniającej się i zagmatwanej chilijskiej rzeczywistości. Codzienna egzystencja miesza się tu z wielką polityką, brutalny realizm, z jakim opisuje się przemoc i nędzę, łączy się spójnie ze światem duchów, zjaw, magii i przepowiedni. Chwile szczęścia przeżywane przez bohaterów przeplatają się z dniami goryczy. Każda z postaci przewijających się przez dom narożny ma wyraźnie określony charakter – zwłaszcza kobiety, na których barkach spoczywa niejednokrotnie odpowiedzialność za losy rodu.
Clara del Valle najmłodsza córka Nivei i Severa (znanych z poprzednich części sagi) obdarzona była niesamowitym darem. Potrafiła tłumaczyć sny, wprawiać w ruch przedmioty materialne, przewidywała przyszłość, znała ludzkie intencje, mogła także zamilknąć na kilkanaście lat. Żyła w swoim świecie fantazji, duchów, metafizyki i było jej z tym dobrze. Przedstawicielem drugiej rodziny jest Esteban Trueba człowiek gwałtowny, porywczy, żądny zemsty, którego dzieciństwo upłynęło wśród niedostatków, niewygód i biedy, a starość w bogactwie, samotności i cierpieniu. Losy tych dwóch postaci splatają się tworząc związek emocjonalny obfitujący w wiele tragicznych wydarzeń następnych pokoleń. Każda z postaci przewijająca się przez karty książki obdarzona jest jakąś mniejszą lub większą dawką szaleństwa, doświadczająca bólu z powodu nieodwzajemnionych, czy niemożliwych uczuć. Bohaterom towarzyszy często odczuwany smutek, przygnębienie, a niejednokrotnie przerażenie. Autorka kończy rozdział zdaniem wyprzedzającym teraźniejszość, sygnalizując mające wydarzyć się w przyszłości zdarzenia. Allende przedstawia obraz biedoty chilijskiej, walkę sufrażystek o prawa wyborcze, dostęp do nauki i wynagrodzenia za pracę. Głównym bohaterem jest senator Esteban Trueba, jednak książka skupia się głównie na  kobietach – jego żonie, siostrze, córce, wnuczce. Są to kobiety silne, ale jednocześnie delikatne, namiętne i przepełnione empatią.

## Postacie[5]
Clara del Valle
Córka Severo i Níveii del Valle. Kiedy była małą dziewczynką, przepowiedziała śmierć swojej siostry, Rosy. Po tym zdarzeniu podjęła decyzję, że nie będzie się do nikogo odzywać i przez dziewięć lat milczała. Po tym czasie ogłosiła, że wychodzi za mąż za Estebana Truebę, choć nie zamieniła z nim ani słowa. Ma dar jasnowidzenia, wszystkie wydarzenia z życia notuje w swoim dzienniku. Razem z Estebanem mieli troje dzieci, Blankę, Jaime i Nicolasa. Po tym, jak została pobita przez męża, postanowiła odejść od niego. Zmarła, gdy uznała, że na świecie zrobiła już wszystko, co miała w planach.
Esteban Trueba
Syn Estebana i Ester, zakochany w Pięknej Rosie, po jej śmierci odnowił dom swoich rodziców „Las Tres Marías”, zgwałcił wiele wieśniaczek, z którymi miał kilkoro dzieci, ostatecznie wziął ślub siostrą Rosy, Clarą. Ma brutalny charakter, jest bardzo porywczy i agresywny, nie potrafi okazywać uczuć, chociaż bardzo kochał obie siostry, jedyną osobą, przed którą nie kryje miłości jest wnuczka Alba, to przy niej też umiera.
Blanca Trueba
Starsza córka Estebana i Clary, w młodości nie grzeszyła urodą. Gdy po raz pierwszy przybywa do „Las Tres Marías”, poznaje Pedra Trzeciego i zakochuje się w młodym wieśniaku, lecz młodzi kochankowie muszą ukrywać swoją znajomość przed ojcem. Po pewnym czasie zostają nakryci w nocy w starej szopie przez Jeana de Satigny, wtedy też Pedro Trzeci traci trzy palce u ręki, a ciężarna Blanca zostaje zmuszona do ślubu z Satigny, jednak po tym, jak odkryła jego mroczne tajemnice, ucieka od niego. Po wielu latach spotyka znów Pedra Trzeciego i razem wyjeżdżają do Kanady.
Alba de Satigny Trueba
Córka Pedra Trzeciego i Blanki, rozpieszczana przez swoich dziadków, wujków i wszystkich ludzi odwiedzających dom narożny. Tak jak jej ciotka Rosa, ma zielone włosy. W młodości była torturowana przez Estebana Garcię (wnuka Estebana Trueby), gdyż ten nienawidził jej za to, że była wnuczką Trueby. Utrzymuje bardzo dobre kontakty z wujkiem Jaime. Alba była w ciąży, jednak nie wiedziała, czy było to dziecko jej ukochanego Miguela, czy potomek wielu gwałtów.
Pedro Trzeci Garcia
Od urodzenia mieszka w „Las Tres Marías”, razem z Blancą byli zakochani w sobie od najmłodszych lat. Po wielu latach wyjeżdża z Blancą do Kanady.
Severo i Nívea del Valle
Rodzice Rosy i Clary. Severo jest kandydatem do Partii Liberałów, ale po śmierci córki Rosy rezygnuje całkowicie z kandydowania. Nívea jest aktywistką społeczną i pomaga innym kobietom. Oboje giną w wypadku samochodowym, a Nívea traci głowę, która w całej powieści ma ogromne znaczenie. Bohaterowie pojawiają się również w Portrecie w sepii.
Nana
Jest służącą i nianią familii del Valle i Trueba przez całe swoje życie, ma bardzo bliskie kontakty ze wszystkimi dziećmi, które wychowywała, zwłaszcza z Clarą. Bardzo czuła, oddana i wierna. Pośmiertnie zostaje pochowana w mauzoleum Estebana tuż obok Clary i Rosy.
Rosa
Starsza córka Severa i Níveii del Valle. Była tak piękna, że onieśmielała wszystkich swoją urodą, tylko Esteban Trueba odważył się poprosić o jej rękę, podczas gdy inni nie mieli odwagi nawet się odezwać do zielonowłosej piękności. Gdy Esteban Trueba dorabia się fortuny w kopalni, by zapewnić Rosie dostatnie i godne życie, ona dzielnie i cierpliwie na niego czeka przez parę lat. Ostatecznie Rosa umiera, wypijając zatruty napój, który był przeznaczony dla jej ojca.
Jaime i Nicolas Trueba
Bracia bliźniacy, synowie Clary i Estebana. Choć z wyglądu są podobni do siebie jak dwie krople wody, charakterem różnią się diametralnie: Jaime jest nieśmiały, szczodry, dobry. Przez większość życia pomaga ludziom potrzebującym i biednym, czytał bardzo dużo książek. Ma bardzo dobre relacje z Albą, którą później traktuje jak własną córkę.
Nicolas z kolei jest bardzo zabawny, otwarty, prowadzi życie bardziej duchowe niż jego brat bliźniak. Podróżuje do Indii, gdzie uczy się, jak osiągnąć nirwanę oraz różnych technik medytacji.
Amanda
Jest kochanką obu braci, Jaime i Nicolasa. Z drugim z braci zachodzi w ciążę, jednak oboje podejmują decyzję o aborcji, której zresztą dokonuje sam Jaime. Po wielu latach uzależnienia od narkotyków zaczyna odstawiać nałóg z pomocą Jaimego. Ten jednak nie darzy jej uczuciem sprzed lat.
Miguel
Jest bratem Amandy. Był przy narodzinach Alby, w której to później się zakochuje. Studiuje prawo na uniwersytecie, jest liderem protestów studenckich. Jako jeden z nielicznych wierzy, że rewolucja jest niezbędna, aby lewicowcy mogli dojść do władzy.
Ferula Trueba
Starsza siostra Estebana. Żyje samotnie jako dewotka, całe swoje życie poświęciła opiece nad starą schorowaną matką, przez co jest bardzo zgorzkniała. Przyjaźni się z Clarą i przeprowadza się do jej domu, z czasem przyjaźń przeradza się w tajemną miłość do Clary, co ostatecznie prowadzi do kłótni z własnym bratem, gdyż oboje zabiegają o względy tej samej kobiety.
Pancha García
Siostra Pedra Drugiego, pierwsza wieśniaczka, która została zgwałcona przez Estebana Truebę. Od urodzenia wpaja swojemu wnukowi, Estebanowi Garcii, że gdyby się urodził tam, gdzie Blanca, Nicolas czy Jaime, byłby dziedzicem fortuny Truebów.
Esteban García
Wnuk pierwszej wieśniaczki zgwałconej przez Estebana Truebę. Od urodzenia jest nastawiany przez swoją babkę przeciwko całej rodzinie, co konsekwencji skutkuje tym, że Esteban nienawidzi całego rodu Truebów, jest bardzo brutalny i okrutny, zwłaszcza wobec młodej Alby.
Jean de Satigny
Tajemniczy hrabia francuski, który zyskuje swoją popularność dzięki zachowaniom metro-seksualnym i wkładzie w sztukę tubylczą. Współpracuje razem z Estebanem Truebą, zabiega o wdzięki jego córki, Blanki. Odkrywa romans Blanki i Pedra Trzeciego i donosi o tym Estebanowi, następnie oświadcza się jej. Po tym, jak odkrywa jego orgie ze służącymi, odchodzi od niego, niedługo po urodzeniu Alby.
Tránsito Soto
Prostytutka, którą Esteban Trueba poznaje w domu publicznym o nazwie Czerwona Latarnia. Oboje pozostają w dobrych stosunkach, można nawet nazwać to przyjaźnią. Prosi Estebana, aby pożyczył jej pięćdziesiąt pesos, ponieważ chce w stolicy otworzyć własny burdel. Po pewnym czasie udaje jej się osiągać sukces, między innymi dzięki prostytutkom homoseksualnym.